# Pergalumna weberi
Pergalumna weberi är en kvalsterart som först beskrevs av Arthur P. Jacot 1935.  Pergalumna weberi ingår i släktet Pergalumna och familjen Galumnidae.

## Underarter
Arten delas in i följande underarter:
- P. w. weberi
- P. w. plumalae